# Грачёвский сельсовет (Курманаевский район)
Грачёвский сельсовет — сельское поселение в Курманаевском районе Оренбургской области Российской Федерации.
Административный центр — село Грачёвка.

## История
Статус и границы сельского поселения установлены Законом Оренбургской области от 2 сентября 2004 года № 1424/211-III-ОЗ «О наделении муниципальных образований Оренбургской области статусом муниципального района, городского округа, городского поселения, установлении и изменении границ муниципальных образований»

## Население
| 2010 | 2012 | 2013 | 2014 | 2015 | 2016 | 2017 |
| ---- | ---- | ---- | ---- | ---- | ---- | ---- |
| 378  | ↘363 | ↘337 | ↘318 | ↘303 | ↘295 | ↘270 |
| 2018 | 2019 | 2020 | 2021 |      |      |      |
| ↘262 | ↘252 | ↘235 | ↘234 |      |      |      |

## Состав сельского поселения
| № | Населённый пункт | Тип населённого пункта       | Население |
| - | ---------------- | ---------------------------- | --------- |
| 1 | Грачёвка         | село, административный центр | ↘234      |